# نیلوفر آبی تابروسا
 نیلوفر آبی تابروسا(نام علمی: Nymphaea tuberosa) نام یک گونه از سرده نیلوفر آبی است.